# 巨腔棘鱼属
巨腔棘鱼属是已灭绝的巨型矛尾鱼科腔棘魚，生活于晚白堊世的桑托期晚期到马斯特里赫特期的河口與近海，全長估計有3.5至4.5公尺，是同時期最大的腔棘魚，也是最後的已滅絕腔棘魚之一。巨腔棘魚已被確認的化石皆來自美國東南部，包含阿拉巴马州和乔治亚州的尤托層、摩爾維爾層與布拉夫層，以及堪萨斯州的尼歐布拉拉層，此外在墨西哥東北部新萊昂州的阿瓜內瓦層也有疑似的化石紀錄，但尚無完整的化石被發現。本屬僅有一個物種，即模式种杜比巨腔棘鱼（M. dobiei），得名自兩棲爬行動物學家詹姆斯·杜比（James L. Dobie）。
迄今的譜系分析都顯示巨腔棘魚屬於矛尾鱼科，並與歐洲的利比斯腔棘魚存在姐妹群的近親關係，但同時巨腔棘魚也有莫森氏魚科的部分共有衍徵。而巨腔棘魚又以不具牙齒的下頜骨，以及密布細小粒狀突起的喙狀骨，而有別於其他的矛尾魚類。此特徵可能代表巨腔棘魚以吸食的方式攝食，或以浮游生物為食。由於巨腔棘魚化石所在的地層包含沿岸深海、沿岸淺海至河口的沉積環境，對海水深度與鹽度的適應範圍可能都相當廣；而若墨西哥的化石紀錄屬於巨腔棘魚，從化石分布推測，巨腔棘魚在白堊紀晚期的西部內陸海道南部至古墨西哥灣一帶海域可能是相當常見的魚類。